# 라운더스
라운더스(rounders)는 오늘날의 야구와 비슷한 구기 종목으로, 야구의 시초로 여겨진다. 라운더스는 두 팀이 플레이하는 배트 앤 볼 게임이다. 라운더스는 끝이 둥근 나무, 플라스틱 또는 금속 배트로 작고 단단한 가죽 케이스의 공을 치는 타격 및 수비 팀 게임이다. 선수들은 필드 위의 4개의 베이스를 돌아다니며 득점을 한다.
튜더 왕조 시대부터 영국에서 연주된 이 곡은 1744년 동화책 "A Little Pretty Pocket-Book"에서 야구("Base-Ball")라고 불렸던 것으로 언급되었다. 야구라는 이름은 영국에서는 라운더스라는 이름으로 대체되었으며, 다른 곳에서 진행되는 게임의 다른 변형에서는 야구라는 이름이 그대로 유지되었다. 이 게임은 영국과 아일랜드 학교 어린이들, 특히 여학생들 사이에서 인기가 높다. 2015년 기준 영국에서는 700만 명의 어린이가 라운더스를 플레이한다.
게임 플레이는 팀이 타격과 수비를 번갈아 가며 진행되는 여러 이닝에 중점을 둔다. 포인트('라운더스'라고도 함)는 선수 중 한 명이 '아웃'되지 않고 4개 베이스를 지나 순회를 완료할 때 타격팀이 득점한다. 타자는 좋은 공을 쳐서 1루, 2루, 3루와 4루 홈을 중심으로 시계 반대 방향으로 라운더를 달려야 하지만 처음 3루 중 어느 곳에도 머물 수 있다. 공이 잡히면 타자는 아웃이다. (이들이 달리고 있는 베이스에 공이 닿았을 경우 또는 달리는 동안 야수가 공을 건드린 경우)

## 내용 전개
1800년부터 1825년경 영국 서부에서 배트·공·베이스를 사용하여 어린이가 즐기던 공놀이가 영국과 미국에서 성행하였으나, 그 명칭이 베이스볼·필더·타운볼·라운더스 등 서로 달랐다. 1829년에는 영국에서 라운더스라는 이름으로 인쇄물로 된 규칙이 간행되었으나, 같은 규칙이면서 1835년 미국에서는 베이스(또는 골) 볼이라고 하여 출판된 바 있으며, 야구 시초의 하나로 꼽힌다.

## 같이 보기
- 페새팔로